# Kierezja
Kierezja, karazja (od ang. kersey, grube sukno z długiej wełny) – bogato wyszywana sukmana krakowska z dużym haftowanym kołnierzem, wykładanym na plecy.
Źródłosłowem jest wyraz „karazja”, będący nazwą sukna początkowo importowanego z Anglii i prawdopodobnie pochodzącego z miejscowości Kersey w hrabstwie Suffolk.